# Mona Seif
Mona Seif (árabe egipcio:  سيف, IPA:El Cairo 12 de marzo de 1986) es una activista por los derechos humanos egipcia conocida por su participación en movimientos disidentes durante y después de la revolución egipcia de 2011, por su uso creativo de las redes sociales en campañas y por su trabajo para acabar con las pruebas militares contra protestantes civiles. Es una estudiante graduada en biología e investiga el BRCA1, gen del cáncer de mama.

## Orígenes
Mona Seif creció en una familia de activistas, y la política era un tema de discusión constante durante su infancia. Su padre, Ahmed Seif, que murió en 2014, era un abogado de derechos humanos y un dirigente de la oposición que pasó cinco años en prisión durante el régimen de Mubarak. Durante su detención, fue torturado. Su madre, Laila Soueif, es también activista y profesora de matemáticas. Ayudó a organizar manifestaciones contra el régimen de Mubarak durante las décadas antes de su caída.  Su madre "es conocida en las calles como atrevida y valiente, y se ha enfrentado en numerosas ocasiones a policías con porras solamente con su voz mordaz y resonante y ojos de acero".
El hermano de Seif, Alaa Abd El-Fattah, cocreó el blog egipcio agregador Manalaa y en 2005 empezó a documentar abusos hechos por el régimen de Mubarak. Alaa fue arrestado en una manifestación en 2006 y fue encarcelado por 45 días, tiempo en que Mona y su mujer Manal ayudaron a organizar una campaña en línea para liberarle. La hermana más joven de Seif, Sanaa Seif, también ha sido activista.
Seif está graduada en biología oncológica. Está estudiando el gen BRCA1 del cáncer de mama y su patrón de mutación en pacientes egipcios. Dice que tiene dos profesiones a tiempo completo: una en la investigación del cáncer, y otra en activismo de derechos humanos.

## Revolución egipcia de 2011

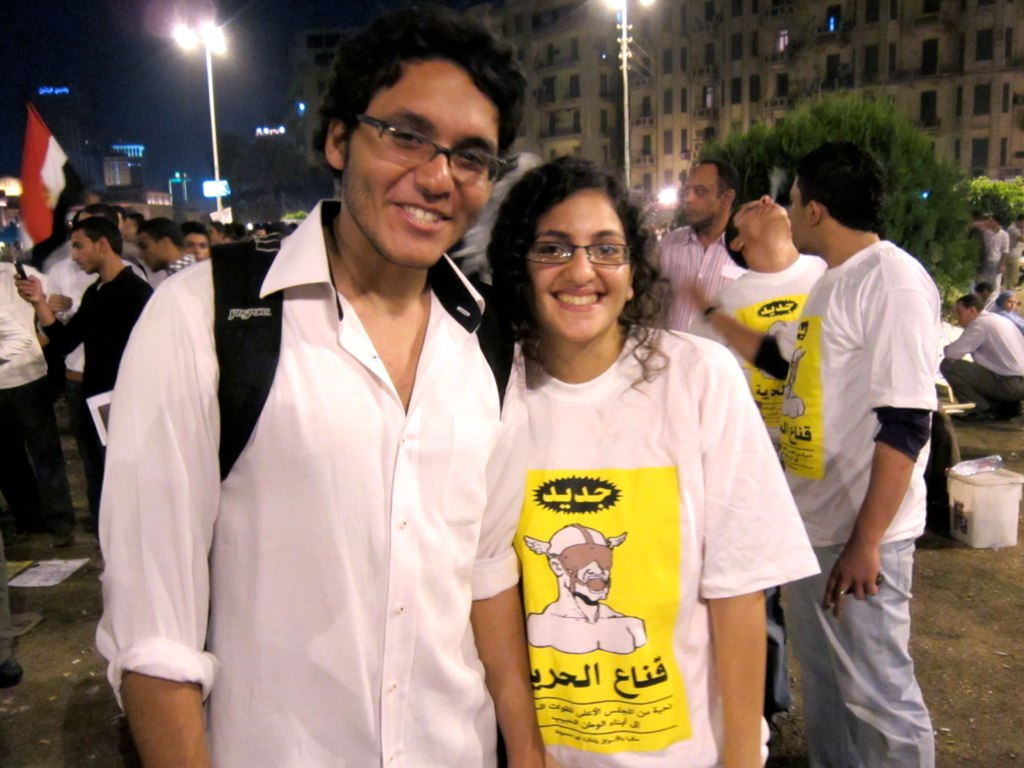
Nour (Hijo de Ayman Nour) & Mona Seif.

Durante el año previo a la revolución, Mona se implicó en el movimiento disidente, promoviendo la concienciación y participando en manifestaciones. Entre el 25 de enero y el 5 de febrero, los miembros de su familia inmediata y muchos parientes lejanos participaron en las protestas en la plaza Tahrir. Mona recuerda que "Fue un momento que cambió la vida a la mayoría de personas que había en la plaza Tahrir.  Se podían ver los disparos a las personas...".

## Después de Mubarak

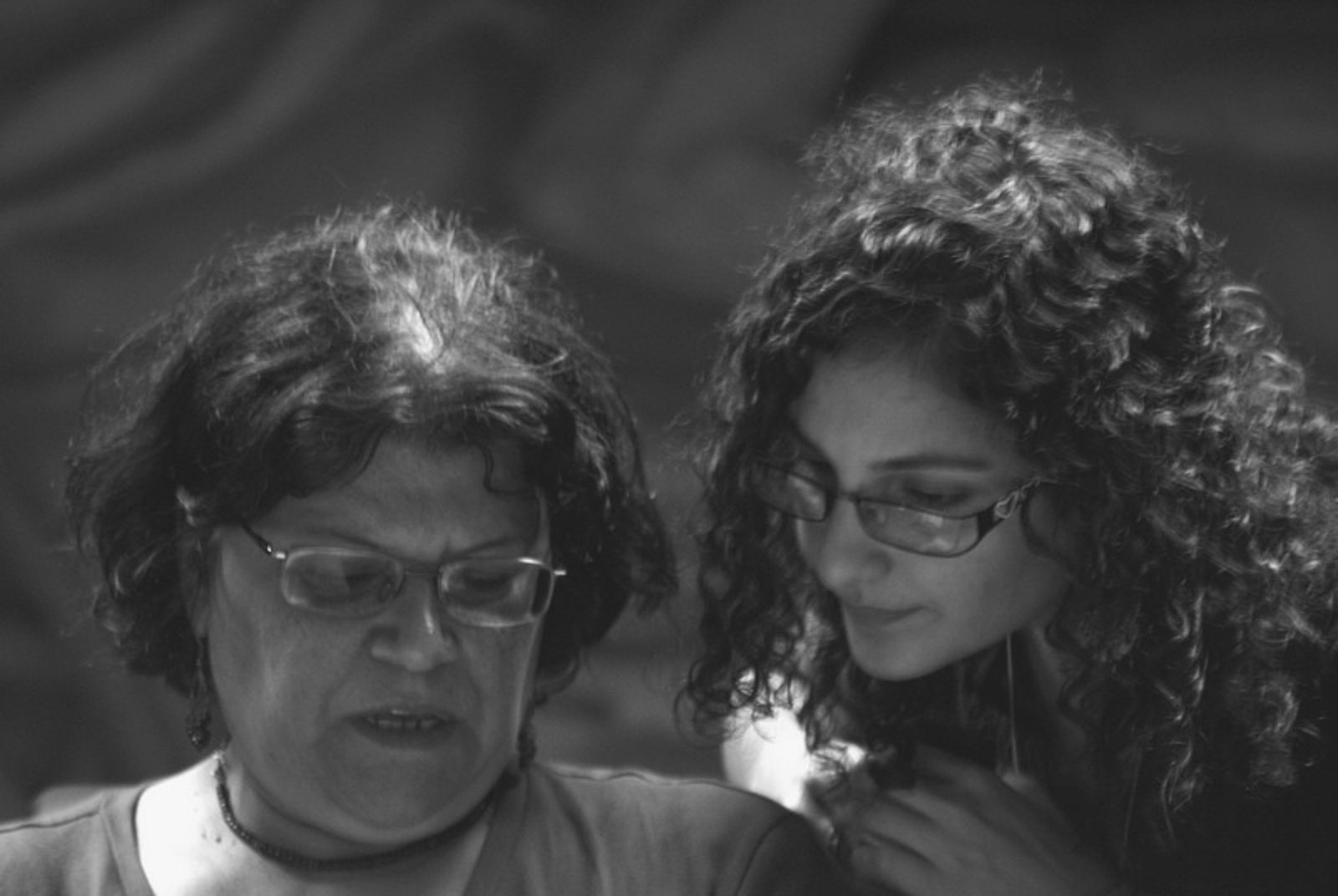
Dr. Aida Seif El Dawla y Mona Seif en la conferencia contra la tortura

Seif fue cofundadora de "No to Military Trials for Civilians", un grupo que lucha por la liberación de las personas detenidas  durante la revolución; por el fin de los juicios a civiles por tribunales militares; por el traspaso de todos los civiles esperando juicio a la jurisdicción de tribunales civiles; y por la investigación de alegaciones de tortura que implican la policía militar.  Seif escribió en su blog Ma3t, sobre la policía militar durante la ejecución de medidas severas en los manifestantes de Tahrir, pidiendo que las personas informasen de sus historias las personas dieran a conocer sus historias.
Ha criticado las acciones del cuerpo gobernante interino de Egipto, el Consejo Supremo de las Fuerzas Armadas (SCAF) afirmando, sobre la liberación de manifestantes sin exoneración total:  “El hecho que  hayan suspendido sus condenas no les da el orgullo que merecen como revolucionarios que no hicieron nada incorrecto."
Seif calcula aproximadamente que los tribunales militares han sentenciado 7,000 civiles desde la expulsión de Hosni Mubarak en febrero de 2011. Señala que ha habido un cambio en el enfoque del SCAF  desde marzo y que los manifestantes ahora reciben sentencias suspendidas en lugar de las condenas de 3 a 5 años que recibían previamente. Ella supone que esto puede ser un intento con el objetivo de parar las marchas habituales y que también se puede deber a la presión de grupos internacionales de derechos humanos.
Ha continuado criticando las tácticas del SCAF: "Tenemos pruebas que los militares ahora mismo están fijando sus objetivos en los manifestantes. Escogieron figuras públicas conocidas de las protestas en Tahrir.  Personas famosas entre la gente y las torturaron y pegaron...Y si lees o escuchas los testimonios de aquellos que fueron liberados, que son pocos, todavía tenemos mucha gente arrestada anticonstitucionalmente. Y puedes ver que no es solo que están siendo torturados o pegados, sino que también hay una parte del Ejército que intenta romper el espíritu revolucionario."
Parte del proyecto de Seif implica pedir a los detenidos que han sido liberados documentar lo que les pasó. En algunos casos dice que ha conseguido su testimonios inmediatamente después de su liberación y por tanto ha conseguido grabar moratones y quemaduras. Seif  opina que en estos casos, la única forma de luchar contra ellos es a través de internet.
En 2012, Seif fue finalista del Premio de Línea del Frente para Defensores de Derechos humanos en Riesgo, que finalmente fue dado al bloguero sirio Razan Ghazzawi.

## Controversia
Cuando se anunció en abril de 2013 que Seif era una de las finalistas del Premio Martin Ennals para defensores de derechos humanos presentado por Human Rights Watch, tanto ella como HRW fueron criticados por lo que algunos consideraron tomar una firme postura pro-Palestina. Las acusaciones específicas, hechas por la ONG UN Watch a favor del sionismo, eran que Seif tuiteó que apoyaba la violencia en forma de ataques en el conducto de gas egipcio que abastece Israel y Jordania; en la invasión de la embajada israelí en Cairo y en los ataques de misiles a Israel. Las acusaciones fueron examinadas y rechazadas en detalle por Scott Long, que negó que los 3 tuits, de los 93,000 que examinó, mostraran pruebas de cualquier apoyo a la violencia.